# Graon
Der Graon ist ein kleiner Fluss im Südwesten Frankreichs, der im Département Vendée der Region Pays de la Loire, nordöstlich der Stadt La Rochelle verläuft.

## Geographie

### Verlauf
Der Graon entspringt an der Gemeindegrenze von La Boissière-des-Landes und Nesmy, entwässert generell Richtung Südost, erreicht den Regionalen Naturpark Marais Poitevin und wird zum Lac du Graon aufgestaut. Er durchquert im Unterlauf das künstlich entwässerte Feuchtgebiet Marais Poitevin und mündet nach insgesamt rund 18 Kilometern an der Gemeindegrenze von Saint-Vincent-sur-Graon und Le Champ-Saint-Père als rechter Nebenfluss in den kanalisierten Lay. In diesem Abschnitt wird der Graon von der Bahnstrecke Nantes-Orléans–Saintes begleitet.

### Orte am Fluss
(Reihenfolge in Fließrichtung)
- La Guitardière, Gemeinde Nesmy
- Le Guy Bureau, Gemeinde Rives de l’Yon
- Le Guy Bertin, Gemeinde La Boissière-des-Landes
- Saint-Vincent-sur-Graon
- Le Champ-Saint-Père
- La Gaudinière, Saint-Vincent-sur-Graon
- La Rintruère, Gemeinde Le Champ-Saint-Père